# Joana d'Arc (1948)
Joana d'Arc  (Joan of Arc) é um filme estadunidense de 1948, do gênero drama biográfico, dirigido por Victor Fleming. O roteiro, de Maxwell Anderson e Andrew Solt, é  baseado na peça Joan of Lorraine, do próprio Anderson.

## Elenco
- Ingrid Bergman.... Joana d'Arc
- Leif Erickson.... Dunois, bastardo de Orleans
- Francis L. Sullivan.... Pierre Cauchon
- J. Carrol Naish.... João, conde de Luxemburgo
- Ward Bond.... La Hire
- Shepperd Strudwick.... padre Massieu
- John Ireland.... capitão Jean de la Boussac
- Gene Lockhart.... Georges de la Trémouille
- John Emery.... Jean, Duque d'Alencon
- Cecil Kellaway.... Jean le Maistre, inquisitor de Rouen
- José Ferrer.... Charles VII, o delfim
- Selena Royle.... Isabelle d'Arc, mãe de Joana
- Robert Barrat.... Jacques, pai de Joana
- Jimmy Lydon.... Pierre d'Arc, irmão mais moço de Joana
- Rand Brooks.... Jean d'Arc, irmã mais velho de Joana
- Stuart Holmes .... Juiz Benoit (não-creditado)
- Hazel Keener .... Camponesa (não-creditada)

## Principais prêmios e indicações
Oscar (EUA)
- Venceu nas categorias de melhor figurino colorido e melhor fotografia colorida.
- Indicado nas categorias de melhor atriz (Ingrid Bergman), melhor ator coadjuvante (José Ferrer), melhor edição, melhor direção de arte e melhor trilha sonora de filme dramático ou comédia.
- O produtor Walter Wanger recebeu um Oscar honorário.